# Mostar Centralni Distrikt
Mostar Centralni Distrikt var mellan 1997 och 2004 ett område i sekundärkommunen Mostars stad, i centrala delen av orten Mostar, som inte ingick i stadens indelning i primärkommuner. Det var tänkt att Federationen Bosnien och Hercegovinas huvudstadsfunktioner skulle flytta dit men det genomfördes aldrig. Sedan 2004 är de tidigare primärkommunerna valkretsar för delar av fullmäktige i enhetskommunen Mostars stad – övriga ledamöter väljs på stadsbasis. Invånarna i det tidigare distriktet kunde länge endast rösta på kandidaterna för hela staden men har sedan 2020 även möjlighet att rösta på valkretskandidater i Jugozapad eller Stari Grad.